# 夫婦塚古墳 (鹿嶋市)
夫婦塚古墳（めおとづかこふん）は、茨城県鹿嶋市宮中（きゅうちゅう）にある古墳。形状は前方後円墳。宮中野古墳群を構成する古墳の1つ。鹿嶋市指定史跡に指定されている。

## 概要
茨城県南東部の鹿島地方において、北浦（霞ヶ浦を構成する湖の1つ）を望む台地上に築かれた大型前方後円墳である。台地では、6世紀-7世紀頃の古墳100基以上から構成される茨城県最大級の宮中野古墳群の分布が知られ、本古墳はそのうちで最大規模になる。古墳名の「夫婦塚」は、後円部・前方部の2つの墳丘が夫婦に見立てられたことによる。古くは『新編常陸国誌』にも記述がある。
墳形は前方後円形で、前方部を北西方向に向ける。墳丘表面で葺石は認められていないほか、埋葬施設は明らかでない。墳丘周囲には盾形と見られる周濠が巡らされており、周濠の幅は20-30メートルで、周濠を含めた古墳総長は150メートル以上と推定されている。また、墳丘の後円部東側には陪塚と見られる円墳2基が認められている。
この夫婦塚古墳は、古墳時代後期の6世紀中葉-後半頃の築造と推定される。本古墳含む宮中野古墳群は鹿島地方の首長墓群と見られており、その首長層は付近の鹿島神宮（南東約2キロメートル）との関連性が指摘される。
古墳域は、2000年（平成12年）に鹿嶋市指定史跡に指定されている。

## 遺跡歴
- 江戸時代、『新編常陸国誌』に「夫妻塚」として記載[2]。
- 1983年（昭和58年）、測量調査（鹿島町教育委員会、1984年に概報刊行）。
- 2000年（平成12年）5月20日、鹿嶋市指定史跡に指定[3]。

## 墳丘

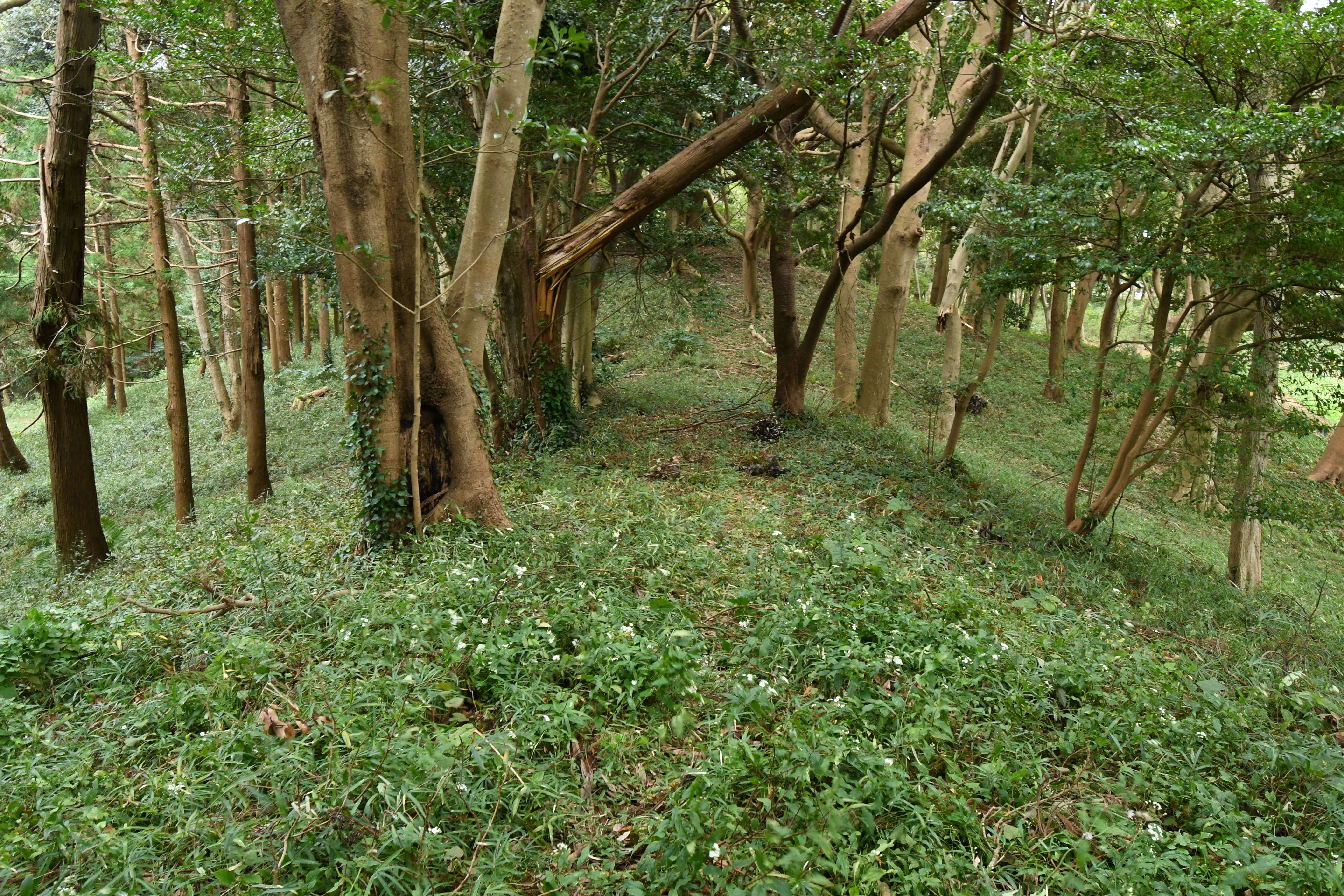
前方部から後円部を望む
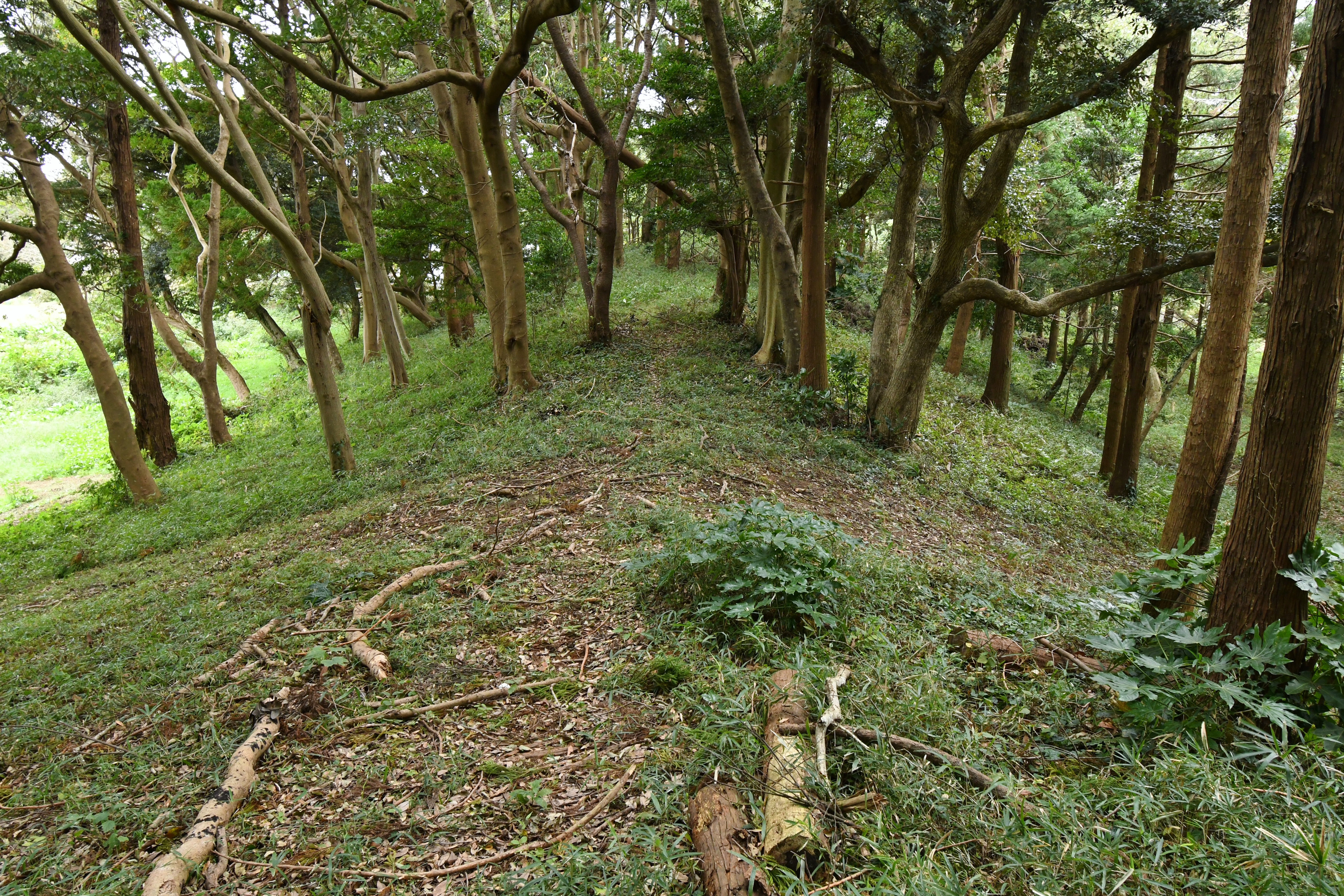
後円部から前方部を望む

墳丘の規模は次の通り。
- 墳丘長：107.5メートル
- 後円部
  - 直径：47.5メートル
  - 高さ：7.5メートル
- 前方部
  - 幅：34.0メートル
  - 高さ：5.75メートル

- 前方部から後円部を望む
- 後円部から前方部を望む

## 陪塚

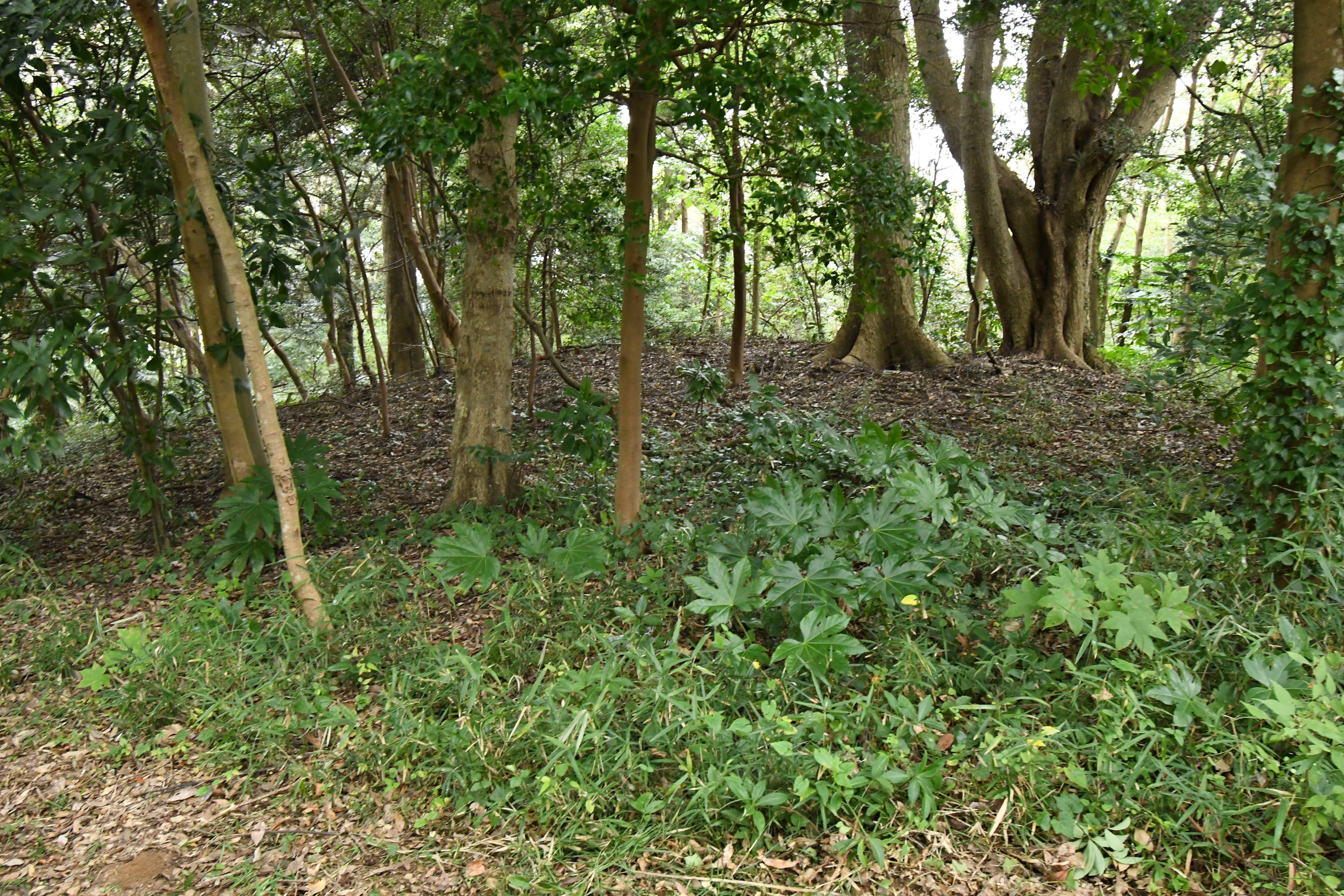
北陪塚

夫婦塚古墳では陪塚と見られる古墳として、後円部東側において次の2基が認められている。
- 北側の古墳
円墳。直径17.5メートル、高さ1.25メートル。周濠・葺石等の詳細は不明[1]。
- 南側の古墳
円墳。直径15.0メートル、高さ1.0メートル。周濠・葺石等の詳細は不明[1]。

## 文化財

### 鹿嶋市指定文化財
- 史跡
  - 夫婦塚古墳附陪塚 - 2000年（平成12年）5月20日指定[3]。

## 関連文献
（記事執筆に使用していない関連文献）
- 『宮中野古墳群発掘調査概報 -昭和58年度 大塚古墳第3次発掘調査概要 夫婦塚古墳測量調査概要-（鹿島町の文化財 第37集）』茨城県鹿島町教育委員会、1984年。